# 青岛公交316路线
青岛公交316路线，是青岛市胶州湾东岸城区的一条公交线。该路线自1997年4月1日开通运营，途经市南区和崂山区。

## 路线走向
- 下行：途经麦岛路、宁夏路、高雄路、香港中路、香港西路、文登路、鱼山路、莱阳路、太平路、常州路、广西路、费县路、广州路、单县路、朝城路、贵州路、青铜峡路、瞿塘峡路、团岛路、团岛一路、四川路。
- 上行：四川路、贵州路、西陵峡一路、西陵峡路、太平路、莱阳路、文登路、香港西路、香港中路、高雄路、宁夏路、麦岛路。[參⁠ 2][參⁠ 3][參⁠ 1]

## 停车站点
本路线共设置27个停车站点，其中6个仅单方向停靠。
| 序号 | 站名                         | 上行                                  | 上行                | 下行                                  | 下行                | 换乘地铁              |
| 序号 | 站名                         | 停车                                  | 站位                | 停车                                  | 站位                | 换乘地铁              |
| ---- | ---------------------------- | ------------------------------------- | ------------------- | ------------------------------------- | ------------------- | --------------------- |
| 1    | 麦岛路停车场站               | 快进的向下双箭头图形 · 公共汽车的图形 | 麦岛路/东海东路     | 快进的向上双箭头图形 · 公共汽车的图形 | 麦岛路/东海中路     |                       |
| 2    | 锦园小区站                   | 快进的向下双箭头图形 · 公共汽车的图形 | 麦岛路/海口路       | 快进的向上双箭头图形 · 公共汽车的图形 | 麦岛路/海口路       |                       |
| 3    | 麦岛站                       | 向下箭头图形 · 公共汽车的图形         | 麦岛路/香港东路     | 向上箭头图形 · 公共汽车的图形         | 麦岛路/香港中路     | 麦岛站（2、5）        |
| 4    | 青岛大学高雄路(原青岛大学)站 | 快进的向下双箭头图形 · 公共汽车的图形 | 高雄路/宁夏路       | 向上箭头图形 · 公共汽车的图形         | 宁夏路/台北路       | 青岛大学站（5）       |
| 5    | 高雄路站                     | 向下箭头图形 · 公共汽车的图形         | 高雄路/福清路       | 向上箭头图形 · 公共汽车的图形         | 高雄路/金门路       | 高雄路站（2）         |
| 6    | 辛家庄站                     | 快进的向下双箭头图形 · 公共汽车的图形 | 香港中路/澄海一路   | 快进的向上双箭头图形 · 公共汽车的图形 | 香港中路/澄海三路   |                       |
| 7    | 远洋广场站                   | 快进的向下双箭头图形 · 公共汽车的图形 | 香港中路/燕儿岛路   | 快进的向上双箭头图形 · 公共汽车的图形 | 香港中路/燕儿岛路   | 燕儿岛路站（2、7）    |
| 8    | 香港中路徐州路①(原浮山所)站  | 向下箭头图形 · 公共汽车的图形         | 香港中路/徐州路     | 向上箭头图形 · 公共汽车的图形         | 香港中路/徐州路     |                       |
| 9    | 市政府站                     | 快进的向下双箭头图形 · 公共汽车的图形 | 香港中路/南通路     | 向上箭头图形 · 公共汽车的图形         | 香港中路/新浦路     | 五四广场站（2、3、8） |
| 10   | 世贸中心站                   |                                       |                     | 快进的向上双箭头图形 · 公共汽车的图形 | 香港中路/海门路     |                       |
| 11   | 湛山站                       | 快进的向下双箭头图形 · 公共汽车的图形 | 香港中路/盐城路     | 快进的向上双箭头图形 · 公共汽车的图形 | 香港西路/秀湛路     | 延安三路站（3）       |
| 12   | 东海一路站                   | 向下箭头图形 · 公共汽车的图形         | 香港西路/东海一路   |                                       |                     |                       |
| 13   | 香港西路太平角六路(原二疗)站 | 向下箭头图形 · 公共汽车的图形         | 香港西路/太平角六路 | 向上箭头图形 · 公共汽车的图形         | 香港西路/太平角五路 |                       |
| 14   | 太平角公园(原一疗)站         | 向下箭头图形 · 公共汽车的图形         | 香港西路/湛山路     | 向上箭头图形 · 公共汽车的图形         | 香港西路/鹊山路     | 太平角公园站（3）     |
| 15   | 武胜关路站                   | 向下箭头图形 · 公共汽车的图形         | 香港西路/武胜关路   | 向上箭头图形 · 公共汽车的图形         | 香港西路/紫荆关路   | 中山公园站（3）       |
| 16   | 中山公园站                   | 快进的向下双箭头图形 · 公共汽车的图形 | 香港西路/荣成路     | 快进的向上双箭头图形 · 公共汽车的图形 | 香港西路/武昌路     | 中山公园站（3）       |
| 17   | 海水浴场站                   | 向下箭头图形 · 公共汽车的图形         | 文登路/延安一路     | 向上箭头图形 · 公共汽车的图形         | 文登路/延安一路     | 汇泉广场站（3）       |
| 18   | 鲁迅公园站                   | 向下箭头图形 · 公共汽车的图形         | 莱阳路/金口路       | 向上箭头图形 · 公共汽车的图形         | 莱阳路/莱阳支路     |                       |
| 19   | 大学路站                     | 向下箭头图形 · 公共汽车的图形         | 莱阳路/莱西路       | 向上箭头图形 · 公共汽车的图形         | 太平路/常州路       | 人民会堂站（3、4）    |
| 20   | 青岛路站                     | 向下箭头图形 · 公共汽车的图形         | 广西路/青岛路       |                                       |                     |                       |
| 21   | 栈桥站                       |                                       |                     | 向上箭头图形 · 公共汽车的图形         | 太平路/青岛路       |                       |
| 21   | 广西路浙江路站               | 向下箭头图形 · 公共汽车的图形         | 广西路/安徽路       |                                       |                     |                       |
| 22   | 铁路青岛站广西路①站          | 快进的向下双箭头图形 · 公共汽车的图形 | 广西路/蒙阴路       |                                       |                     | 青岛站（1、3）        |
| 23   | 西陵峡路火车站               |                                       |                     | 快进的向上双箭头图形 · 公共汽车的图形 | 西陵峡路/太平路     | 青岛站（1、3）        |
| 24   | 贵州路朝城路(原青岛十二中)站 | 向下箭头图形 · 公共汽车的图形         | 贵州路/朝城路       | 向上箭头图形 · 公共汽车的图形         | 贵州路/西陵峡二路   |                       |
| 25   | 西康支路(原西康路)站         | 向下箭头图形 · 公共汽车的图形         | 贵州路/西康支路     | 向上箭头图形 · 公共汽车的图形         | 贵州路/西康支路     | 贵州路站（1）         |
| 26   | 八大峡小学站                 | 向下箭头图形 · 公共汽车的图形         | 瞿塘峡路/明月峡路   |                                       |                     | 贵州路站（1）         |
| 27   | 团岛站                       | 快进的向下双箭头图形 · 公共汽车的图形 | 团岛一路/贵州路     | 快进的向上双箭头图形 · 公共汽车的图形 | 贵州路/台西二路     | 贵州路站（1）         |
| 28   | 四川路滋阳路                 | 向下箭头图形 · 公共汽车的图形         | 四川路/滋阳路       | 向上箭头图形 · 公共汽车的图形         |                     |                       |
| 29   | 四川路停车场站               | 向下箭头图形 · 公共汽车的图形         | 四川路/无名道路     | 向上箭头图形 · 公共汽车的图形         | 四川路/无名道路     |                       |

## 运营时间
以下均为当地时间（UTC+8）为准。
- 团岛站（主站）：6:00-23:00
- 麦岛路停车场站（副站）：5:15-22:30

## 票制票价
本路线车辆均为普通车，无人售票一票制。每人次投币CNY ¥ 1。

## 特色服务

### 夜间加车
316路线每日23:20开行青岛火车站至麦岛路停车场的夜间加车1班次。

### 互联网+公交快车
316路线工作日上下班高峰时段开通“互联网+”公交，只停靠客流集中的部分（下行10个、上行9个）站点，以缩短运行时间。快车运行时，车辆前挡风玻璃处放置“互联网+公交快车”标牌。
- 早：团岛站7:30发出上行车1班次。
- 晚：麦岛路停车场站17:10发出下行车1班次。

### 互联网+公交大学生返校快车
316路线大学生集中返校期间开通“互联网+”公交大学生返校，青岛火车站至青岛大学一站直达。大学生可以通过微信、电话两种方式预约。
- 青岛火车站8:00、9:00和15:10发出3班次。

### “洗海澡”区间车
316路线在夏季会开通“洗海澡”区间车（麦岛路停车场站至海水浴场站），方便市民和游客前往第一海水浴场“洗海澡”。区间车运行时，车辆前挡风玻璃处放置区间车标牌。
- 麦岛路停车场站9:30、10:00和10:30发出2~3班次。

## 备注
1. ↑  实为其东侧平行无名路
2. ↑   註: